# ريغي فولر
ريغي فولر (بالإنجليزية: Reggie Fowler)‏ هو مسير رياضي أمريكي، ولد في 1959.